# This Is the Life (serie de televisión)
This Is the Life (Así es la Vida) es una serie de televisión dramática cristiana de origen estadounidense emitida en sindicación entre las décadas de 1950 hasta la de 1980. Originalmente producido por la Iglesia luterana Sínodo de Misuri, este programa fue distribuido por la International Lutheran Laymen's League.

## Formato
This Is the Life presentaba historias de la vida cotidiana y problemas contemporáneos, resolviéndolos usando una solución cristiana. Incluso durante la década del cincuenta, los temas que se trataban en el programa eran controversiales: censura, moralidad, intolerancia, racismo, infidelidad, delincuencia juvenil, guerra (incluyendo la Guerra de Vietnam) y abuso de drogas. Algunas historias eran comedias ligeras, pero la mayoría eran serias.